# Elenco de Gotita de amor
Gotita de amor (no Brasil, Gotinha de Amor) é uma telenovela mexicana que foi produzida pela Televisa e exibida pelo Canal de las Estrellas de 27 de julho de 1998 a 27 de novembro de 1998, em 90 capítulos, baseou-se em Pingo de Gente, de Raymundo López, produzida originalmente pela Rede Record em 1971, adaptada posteriormente em 1978 como Gotita de gente. No Brasil é exibida pelo SBT. Tem por argumento a história de uma garota bonita que foge de um orfanato para buscar a felicidade com Jesus Garcia e sua mãe legítima, Maria Fernanda.
Gotita de amor foi exibida em mais de 10 países. No mundo lusófono, foi exibida no Brasil pelo SBT em duas ocasiões. A trama contou com protagonização de Andrea Lagunes, Laura Flores e Alex Ibarra. Pilar Montenegro, Mercedes Molto e María Clara Zurita como as antagonistas principais, Isaura Espinoza, Miguel de León, Raúl Araiza, Juan Carlos Casasola e Raquel Morell como antagonistas secundários. Evita Muñoz, Alicia Montoya e Carmen Amezcua interpretaram os demais papéis principais da história.

## Elenco

Os protagonistas da telenovela. Da esquerda para a direita: Maria Fernanda (Laura Flores), Isabel "Belinha" (Andrea Lagunes) e Jesus García (Alex Ibarra).

| Ator/atriz            | Personagem                                  |
| --------------------- | ------------------------------------------- |
| Andrea Lagunes        | Isabel "Belinha" de Santiago García Barroso |
| Laura Flores          | Maria Fernanda de Santiago                  |
| Alex Ibarra           | Jesus García                                |
| Mercedes Molto        | Lucrécia de Santiago                        |
| Pilar Montenegro      | Célia Olmos                                 |
| Evita Muñoz           | Dolores "Lolita"                            |
| Alicia Montoya        | Trinidad "Trini"                            |
| Martha Roth           | Dalila                                      |
| Irán Eory             | Madre Superiora                             |
| María Clara Zurita    | Justina "Justa" Quiñones                    |
| Raúl Araiza           | Guilherme Corrêa                            |
| Jaime Garza           | Detetive Rômulo                             |
| Miguel de León        | Ulisses Barroso                             |
| Adalberto Martínez    | Concórdio Resortes                          |
| Vanessa Angers        | Coral                                       |
| Carmen Amezcua        | Irmã Marcela                                |
| Martha Ofelia Galindo | Leocadia                                    |
| Socorro Bonilla       | Prudencia                                   |
| Juan Carlos Casasola  | Romano                                      |
| Guillermo Zarur       | Clemente                                    |
| Rafael del Villar     | Gilberto                                    |
| Elizabeth Dupeyrón    | Florencia                                   |
| Roberto Ramírez Garza | Plácido                                     |
| Pilar Escalante       | Mirta                                       |
| Isaura Espinoza       | Desdêmona Mayoral                           |
| Carmelita González    | Honoria                                     |
| Héctor Herrera        | Papaizão                                    |
| Natasha Dupeyrón      | Paty                                        |
| Luisa Huertas         | Irmã Cándida                                |
| Eduardo Inzua         | Constantino                                 |
| Isabel Martínez       | Candelaria                                  |
| Niurka Marcos         | Jessy                                       |
| Raquel Morell         | Bernarda de Santiago                        |
| Ximena Sariñana       | Enriqueta                                   |
| Gerardo Murguía       | Ricardo Soltomayor                          |
| Héctor Sáez           | Sócrates                                    |
| Vilma Traca           | Irmã Lucia                                  |
| Adriana Fonseca       | Paula                                       |
| Paty Díaz             | Lorena                                      |
| Carla Ortiz           | Karina                                      |
| Julio Alemán          | Juez                                        |
| Guillermo Aguilar     | Padre Cristovão                             |